# TBV Lemgo (Fußball)
Der Turn- und Ballspielverein Lemgo 1911 e. V. ist ein Sportverein aus Lemgo im Kreis Lippe. Der Verein wurde am 2. September 1911 gegründet. Die erste Fußballmannschaft spielte fünf Jahre in der höchsten westfälischen Amateurliga und nahm zweimal am DFB-Pokal teil. Heimspielstätte ist der Jahnplatz.

## Geschichte

### Von der Gründung zum Zweiten Weltkrieg
Der Verein wurde am 2. September 1911 als BSV Lemgo gegründet und nannte sich ab etwa 1927 BV Lemgo und ab 1945 schließlich TBV Lemgo. Die Mannschaft trug ihre ersten Spiele auf dem Platz an der Siechenstraße aus. Verstärkt durch Spieler des während des Ersten Weltkrieges aufgelösten Lokalrivalen Hermania Lemgo wurden die Lemgoer in den 1920er Jahren zu den stärksten lippischen Fußballvereinen. Im Jahre 1933 wurde die BV-Mannschaft durch Spieler des verbotenen Arbeitersportverein Lemgoer Spielverein verstärkt und erreichten im Jahre 1938 die zweitklassige Bezirksklasse. Hier erreichten die Lemgoer in der Aufstiegssaison den vierten Platz hinter dem VfB 03 Bielefeld und den Lippstädter Vereinen Teutonia und Borussia. Nach dem Ausbruch des Zweiten Weltkrieges wurden viele Spieler in die Wehrmacht eingezogen und der Verein zog seine Mannschaft zurück. 1942 wurde der Spielbetrieb eingestellt.

### Nachkriegszeit
Die Fußballer des Vereins wurden 1946 erster Meister der Bezirksklasse Bielefeld und scheiterte in der Aufstiegsrunde zur Landesliga, die damals die höchste Spielklasse war, am SC Greven 09. Drei Jahre später wurde der TBV Vizemeister der Bezirksklasse mit einem Punkt Rückstand auf den VfL Schildesche. Es folgten mehrere Jahre mit Mittelfeld der Liga, ehe die Mannschaft 1955 in die neu geschaffene Bezirksklasse Lippe umgruppiert wurde. Prompt wurden die Lemgoer Meister und stiegen in nunmehr viertklassige Landesliga auf. In der Saison 1957/58 wurde der TBV Vizemeister der Landesliga mit fünf Punkten Rückstand auf die SpVgg Fichte Bielefeld. Nach einer weiteren Vizemeisterschaft in der folgenden Spielzeit hinter Union Herford gelang 1960 schließlich der Aufstieg in die seinerzeit drittklassige Verbandsliga.
Die Saison 1960/61 beendete der TBV punktgleich mit der Hammer SpVg und dem FC TuRa Bergkamen, so dass Entscheidungsspiele gegen den Abstieg nötig wurden. Die Lemgoer verloren mit 0:4 gegen Hamm und trennten sich 1:1 von Bergkamen, so dass der TBV wieder absteigen musste. Dafür sorgten die Lemgoer im Westdeutschen Pokal für Furore. In der ersten Runde setzte sich der TBV gegen den Oberligisten TSV Marl-Hüls mit 5:4 nach Verlängerung durch und schieden in der zweiten Runde nach einer 2:4-Niederlage nach Verlängerung gegen den Oberligaverein Westfalia Herne aus. In der folgenden Saison 1961/62 gelang den Lemgoern mit einem Punkt Vorsprung auf den SV Brackwede die Meisterschaft und der Wiederaufstieg in die Verbandsliga.

### Zweimal DFB-Pokal
Die Rückkehr ins westfälische Oberhaus verlief erfolgreich. Einem fünften Platz in der Aufstiegssaison, in der die Mannschaft in der ersten Runde des Westdeutschen Pokals auf den FC Schalke 04 und mit 0:3 verlor, folgte 1964 mit Platz vier der sportliche Höhepunkt der Vereinsgeschichte. Nur ein Jahr später wurde der Abstieg nur knapp vermieden. Schließlich ging es 1966 zurück in die Landesliga, ehe ein Jahr später der Abstieg in die Bezirksliga folgte. Es folgten weitere Landesligagastspiele in der Saison 1970/71 und von 1972 bis 1974, wobei die Lemgoer 1974 in einer Entscheidungsspielrunde zusammen mit dem SV Löhne-Obernbeck am SC Grün-Weiß Paderborn scheiterten. Ab 1976 etablierte sich der TBV wieder in der Landesliga und qualifizierte sich 1979 erstmals für den DFB-Pokal. Dort schied die Mannschaft in der 1. Runde nach einer 1:5-Niederlage beim SV Waldhof Mannheim aus. 1982 stieg die Mannschaft aus der Landesliga ab.
In den späten 1980er Jahren erlebte der Lemgoer Fußball noch einmal eine erfolgreiche Zeit. 1986 kehrte der TBV in die Landesliga zurück und schaffte auf Anhieb den Durchmarsch Verbandsliga. 1988 gewannen die Lemgoer nach einem 4:1-Finalsieg über den SV Ottfingen den Westfalenpokal. Die Tore im Endspiel erzielten John Ongley (2), Klaus Mischer und Jochen Tasler. Auf dem Weg ins Endspiel warf die Mannschaft mit Preußen Münster (4:3) und dem DSC Wanne-Eickel (2:1) zwei Mannschaften aus der Oberliga Westfalen aus dem Wettbewerb. Durch den Westfalenpokalsieg qualifizierten sich der TBV erneut für den DFB-Pokal, wo die Mannschaft in der ersten Runde daheim dem FC 08 Homburg mit 0:4 unterlag. Im Jahre 1989 stiegen die Lemgoer erneut aus der Verbandsliga ab und schafften in der folgenden Spielzeit nur dank eines 2:1-Entscheidungsspielsieg nach Verlängerung gegen den TuS Lockhausen im neutralen Detmold den Klassenerhalt. Nach einer Vizemeisterschaft im Jahre 1993 hinter dem TuS Horn-Bad Meinberg stieg der TBV 1995 in die Bezirksliga ab.

### Gegenwart
Anschließend wurden die Lemgoer zu einer Fahrstuhlmannschaft. Zwischen 1997 und 2001 bot der Verein noch einmal Landesligafußball und erreichte in der Saison 1999/2000 den dritten Platz. Es folgten der Abstieg in die Bezirksliga 2001 und der erstmalige Abstieg in die Kreisliga A im Jahre 2005. Die Lemgoer schafften den direkten Wiederaufstieg, dem drei Jahre später die Rückkehr in die Landesliga folgte. Als Tabellenletzter folgte der direkte Wiederabstieg in die Bezirksliga. Nach einem weiteren Abstieg im Jahre 2013 spielen die TBV-Fußballer in der Kreisliga A, wo sie zwei Jahre später Vizemeister hinter dem SV Werl-Aspe wurden. Im Jahre 2016 gelang dann der Wiederaufstieg in die Bezirksliga, aus der der TBV drei Jahre später wieder in die Kreisliga A absteigen musste. Die folgende Saison 2019/20 brachte den direkten Wiederaufstieg.

## Erfolge
- Teilnahme am DFB-Pokal: 1979/80, 1988/89
- Westfalenpokalsieger: 1988
- Meister der Landesliga Westfalen, Gruppe 1: 1960, 1962, 1987

## Persönlichkeiten
- Mateo Biondić, wurde Drittligaspieler beim SC Verl
- Markus Gellhaus, wurde Zweitligatrainer beim SC Paderborn 07 und Bundesliga Co-Trainer bei Borussia Mönchengladbach, FC Augsburg, VfL Bochum und FC Schalke 04, und wurde Co-Trainer beim türkischen Erstligisten Samsunspor
- Werner Guhre, wurde Oberligaspieler beim VfL Osnabrück und Eintracht Osnabrück
- Willi Haubrock, war Oberligaspieler bei Arminia Bielefeld
- Roland Kopp, wurde Zweitligaspieler bei Arminia Bielefeld
- Vidoje Matić, wurde deutscher Futsal-Nationalspieler
- Andreas Ridder, wurde Bundesligaspieler beim VfL Bochum
- Julian Stöckner, wurde Drittligaspieler beim SC Verl
- Axel Sundermann, wurde Bundesligaspieler beim SC Freiburg und dem VfL Bochum und DFB-Pokal-Sieger mit Hannover 96
- Horst Szymaniak, war deutscher Nationalspieler, gewann den Europapokal der Landesmeister mit Inter Mailand und war fünf Mal für den Ballon d’Or nominiert
- Carlotta Wamser, wurde Bundesligaspielerin bei der SGS Essen und Eintracht Frankfurt, wurde U17-Europameisterin und zweifach mit der Fritz-Walter-Medaille ausgezeichnet

## Stadion
Die Fußballer des TBV Lemgo tragen ihre Heimspiele auf dem Jahnplatz aus. Der Platz liegt westlich an der Bundesstraße 66 und verfügt seit 2012 über einen Kunstrasen.